# Venn Ottery
Venn Ottery är en by i civil parish Newton Poppleford and Harpford, i distriktet East Devon, i grevskapet Devon i England. Byn är belägen 15 km från Exeter. Venn Ottery var en civil parish fram till 1935 när blev den en del av Harpford. Civil parish hade 66 invånare år 1931.